# Dirty Games – Das Geschäft mit dem Sport
Dirty Games ist ein deutscher Dokumentarfilm des Journalisten und Filmemachers Benjamin Best aus dem Jahr 2016. Dirty Games startete am 2. Juni 2016 in deutschen Kinos.

## Inhalt
Der Film  beschäftigt sich mit Menschenrechtsverletzungen im Rahmen von Sportgroßveranstaltungen, wie der Fußball-Weltmeisterschaften in Brasilien 2014 und Katar 2022, sowie mit Manipulationen im Fußball, Boxen und in der amerikanischen Profi-Basketball-Liga NBA.

## Produktion und Veröffentlichung
Der Film entstand unter der Regie und nach einem Drehbuch von Benjamin Best, der zudem als Produzent fungierte und bei dessen Produktionsfirma Dirty Games entstand. Die Musik komponierte Ramon Kramer und für den Schnitt war Klaus Flemming verantwortlich.
Über den Vertrieb von W-film kam Dirty Games am 2. Juni 2016 in die deutschen Kinos. Am 25. September 2016 wurde der Dokumentarfilm in der ARD ausgestrahlt. Lighthouse Home Entertainment brachte ihn in Deutschland auf DVD heraus, Scorpion TV vertreibt den Film international.

## Kritiken
„Dirty Games“ ist ein […] Appell an die Sportfans. Denn der Film zeigt, was wir doch irgendwie wissen und gerne verdrängen, sobald ein olympisches Feuer entzündet und eine Fußball-Weltmeisterschaft angepfiffen wird. (ARD titel, thesen, temperamente)
„Beeindruckender Dokumentarfilm, dem man viele Zuschauer wünscht. Das könnte allerdings schwer werden, denn noch ist nicht abzusehen, ob Bests Film nach dem Kinostart auch im deutschen Fernsehen zu sehen sein wird...“ (Zeit Online)
Die Stärke von „Dirty Games“: Der Film heischt nicht nach der Schlagzeile, er zeigt stattdessen die alltägliche gewordene Perversion, den ständigen Rechtsbruch. (FAZ)
„Dirty Games“ wirft einen entlarvenden Blick hinter die Hochglanzkulisse des Weltsports. […] Kein Paradies von Reinheit und Fairplay." (Süddeutsche Zeitung)
„Jede Episode zeigt eine andere Härte dieser Welt, die umso deutlicher zu Tage tritt, da sie sich in aller Ruhe entwickeln kann. Die Einstellungen sind lang, die Bilder oft atemberaubend schön. So entwickelt die Dokumentation in den 90 Minuten eine ungeheure emotionale Kraft. Man könnte fast von einem filmischen Pamphlet sprechen, wenn das nicht so altmodisch klänge.“ (NDR ZAPP)

## Auszeichnungen
- Bester Dokumentarfilm Snowdance Filmfestival 2016[9]
- Bester Dokumentarfilm Stardoc Documentary Film Festival 2016[10]
- Best Director & Best Editing of a Feature Documentary beim Int. Filmmaker Festival of World Cinema London 2016[11]
- Silver World Medal Documentaries New York Festivals 2016[12]
- Silver World Medal Cinematography New York Festivals 2016[13]
- Bronze World Medal Editing New York Festivals 2016[14]
- Best Foreign Feature, Best Director & Best Editing Hollywood International Independent Documentary Awards 2016[15]
- Guirlande D'Honneur, Internationales Sportfilmfestival Mailand 2016[16]